# تریگا

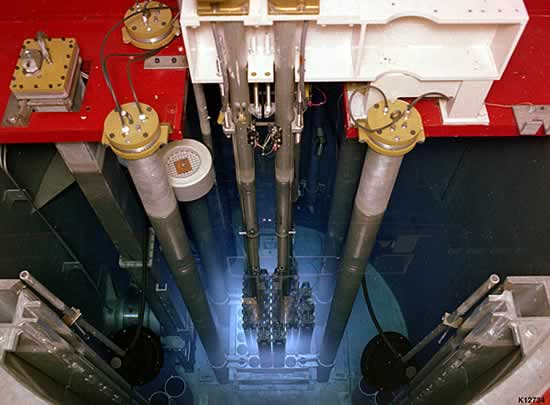
تصویری از قلب یک رآکتور آزمایشی تریگا (TRIGA)

تریگا (به انگلیسی: Triga) یک رآکتور کوچک هسته‌ای آزمایشی است که سازنده آن شرکت آمریکایی جنرال اتمیکز بوده‌است که توسط فردریک دو هافمن (به انگلیسی: Frederic de Hoffmann) اداره می‌شد.

## تاریخچه
نخستین نمونه از این مدل تریگا مارک ۱ (TRIGA Mark I) در ۳ می۱۹۵۸ در سن دیه گو آمریکا ساخته شد. درابتدا هدف از آغاز پروژه ساخت رآکتوری بی‌خطر (حتی در دست یک دانشجوی جوان) بود. پروژه ساخت رآکتور تریگا را در تابستان سال ۱۹۵۶ ادوارد تلر (پدر بمب هیدروژنی)سرپرستی نمود و به همراه تنی چند از فیزیک دانان جوان طرح نخستین رآکتوری که مشکل گداخت هسته‌ای و به دنبال آن ذوب‌شدن هسته رآکتور را نداشته باشد را ارائه دادند. این طرح در اصل به پیشنهاد فریمن دایسون آغاز شد و در ۳ می۱۹۵۸ این رآکتور راه‌اندازی شد و تا خاموش شدن آن در سال ۱۹۹۷ مورد بهره‌برداری قرارگرفت و سپس از طرف انجمن هسته‌ای آمریکا (به انگلیسی: American Nuclear Society) به عنوان یک رآکتور هسته‌ای تاریخی برگزیده شد.
اصطلاح تریگا ترکیبی از اصطلاحات انگلیس آموزش (Training)، پژوهش (Research)، ایزوتوپ‌ها (Isotopes) و جنرال اتمیکز (General Atomics) است.

مدل‌ها و تیپ‌های گوناگونی از تریگا بعدها ساخته شدند که بنام‌هایی مانند تریگا مارک ۲ (TRIGA Mark II)و تریگا مارک ۳ (TRIGA Mark III) نام‌گذاری شدند. هم‌اکنون تنها در ایالات متحده آمریکا ۳۵ رآکتور آزمایشی مدل تریگا موجود است.

## کارکرد
راکتورهای تریگا را می‌توان بدون محفظه مهارکننده ساخت و به همین جهت نیز تنها کارکرد آموزشی و فعالیت‌های پژوهشی در دانشگاه‌ها و ارگان‌های علمی را داراست. از این رآکتورها برای تهیه ایزوتوپ‌ها و فعالیت‌های تجاری استفاده نمی‌شود.
سوخت مصرفی این رآکتورها از هیدرید ارانیوم (به انگلیسی: Uranium hydride)‏ (UH3) یا هیدرید ارانیوم-زیرکونیوم (UZrH)
است و همین سوخت هسته‌ای این رآکتورها به صورت خودکار قدرت رآکتور را تنظیم می‌کنند.

## صادرات دانش هسته‌ای
دولت وقت ایالات متحده آمریکا به ریاست جمهوری دوایت آیزنهاور در سال ۱۹۵۳ و بر پایه سیاست اتم برای صلح پس از سخنرانی آیزنهاور در مجمع عمومی سازمان ملل متحد در ۸ دسامبر ۱۹۵۳ صادرات تکنولوژی رآکتورهای هسته‌ای را آغاز نمود و هدف از این صادرات را آسان‌سازی پیشبرد دانش در کشورهای در حال پیشرفت (مخصوصا کشورهای دارای روابط دوستانه با آمریکا) اعلام کرد. رآکتور تحقیقاتی تهران از رآکتورهایی است که بر پایه این برنامه ساخته شد.

## تریگا در کشورهای دیگر
بیش از ۳۵ رآکتور آزمایشی تریگا (مدل‌های گوناگون) در کشورهای دیگر راه‌اندازی شدند که از جمله دارندگان این رآکتورها می‌توان به کشورهای زیر اشاره کرد:
- اتریش: تریگا مارک ۲[۵]
- بنگلادش: تریگا مارک ۲[۶]
- برزیل: تریگا مارک ۱[۷]
- کنگو:
- کلمبیا: تریگا مارک ۱[۸]
- فنلاند: تریگا مارک ۲[۹]
- آلمان: تریگا مارک ۱[۱۰]
- اندونزی: تریگا مارک ۲[۱۱][۱۲]
- ایتالیا: تریگا مارک ۲-۱[۱۳]
- ایران: تریگا مارک ۱[۱۴]
- ژاپن: تریگا مارک ۲[۱۵][۱۶]
- مالزی: تریگا مارک ۲[۱۷]
- مکزیک: تریگا مارک ۳[۱۸]
- فیلیپین: تریگا مارک ۱[۱۹]
- پورتوریکو: تریگا مارک ۱[۲۰]
- رومانی:
- اسلوونی: تریگا مارک ۲[۲۱]
- تایلند: تریگا مارک ۱[۲۲][۲۳]
- ترکیه: تریگا مارک ۲[۲۴]
- ویتنام: تریگا مارک ۲[۲۵]

ساخت تأسیسات جدید رآکتور تیگرا توسط شرکت جنرال اتمیکز هم‌اکنون در کشورهای مراکش، تایلند و رومانی در جریان است.

## تریگا اینترنشنال
تریگا اینترنشنال (به انگلیسی: TRIGA International) نام قراردادی است که در سال ۱۹۹۶ به امضا رسید که سرمایه‌گذاری مشترک بین شرکت جنرال اتمیکز آمریکا و شرکت سرکا (CERCA) یکی از شرکت‌های زیرمجموعه شرکت آروا کشور فرانسه را شامل می‌شد و بر پایه آن از آن پس تهیه ۵۰٪ میله‌های سوخت رآکتورهای تریگا در شهر رمن- سور-ایزر فرانسه انجام می‌شد.
رقیبان شرکت جنرال اتمیکز در عرضه خدمات رآکتورهای تحقیقاتی تریگا شرکت آروا (Areva) و شرکت زیمنس در اروپا و شرکت اینوپ در کشور آرژانتین است.
کمیسیون ساماندهی هسته‌ای تا سال ۲۰۰۸ میلادی بیش از ۶۰ گواهینامه رآکتور تحقیقاتی تریگا را صادر نموده‌است.